# Kundorderpunkt
Kunderorderpunkt är ett steg i produktionsprocessen när ett material i en tillverkningsprocess övergår från produktionsstyrd till kundspecifik. Ett exempel på detta är när en bil har genomgått standardtillverkning och övergår till specialtillverkning mot kund, exempelvis extrautrustning mot kundens önskemål.
Före kundorderpunkten tillverkar man alltså mot lager eller prognoser man ställt, medan efter kundorderpunkten tillverkar man efter en order som man fått in från kund. Ju tidigare man har sin kundorderpunkt i produktionen desto säkrare tillverkning har man men nackdelen man får är en längre orderledtid, då kunden får vänta längre på leverans av produkten.